# Curtis Moss
Curtis Moss (ur. 12 kwietnia 1987 w New Westminster) – kanadyjski lekkoatleta specjalizujący się w rzucie oszczepem.
W 2006 reprezentował Kanadę na mistrzostwach świata juniorów jednak podczas tych zawodów zajął odległe miejsce w eliminacjach i nie wywalczył awansu do finału. Zdobył srebrny medal igrzysk frankofońskich w 2009 roku. Olimpijczyk z Londynu. W 2013 wywalczył drugi w karierze srebrny medal igrzysk frankofońskich.
Medalista mistrzostw Kanady – pierwsze złoto tej imprezy wywalczył podczas czempionatu w roku 2010.
Rekord życiowy: 81,21 (13 czerwca 2012, Victoria).

## Osiągnięcia
| Rok  | Impreza                     | Miejsce | Lokata            | Wynik |
| ---- | --------------------------- | ------- | ----------------- | ----- |
| 2006 | Mistrzostwa świata juniorów | Pekin   | el. – 32. miejsce | 57,77 |
| 2009 | Igrzyska frankofońskie      | Bejrut  | 2. miejsce        | 75,74 |
| 2012 | Igrzyska olimpijskie        | Londyn  | el. – 22. miejsce | 78,22 |
| 2013 | Igrzyska frankofońskie      | Nicea   | 2. miejsce        | 76,04 |